# Filiales del Fondo de Cultura Económica
Las Subsidiarias del Fondo de Cultura Económica son ramas y sucursales de la editorial mexicana establecidas a lo largo de Iberoamérica y en Estados Unidos. Su principal objetivo es distribuir y vender los libros que edita la casa matriz. Algunas también editan sus propias obras conforme a sus colecciones y programas editoriales, operando como editoriales independientes. Las casas filiales se encuentran en Argentina, Chile, Colombia, España, EE. UU., Guatemala (que cubre Centroamérica y el Caribe), Perú y Venezuela.

## Argentina
El Fondo de Cultura Económica inició su actividad internacional con la inauguración en 1945 de su filial en Argentina, dirigida en sus inicios por Arnaldo Orfila Reynal. Desde mediados de los años 1990, esta filial comenzó un programa editorial en el que se alternan obras de los principales autores argentinos con libros traducidos. El Fondo de Cultura Económica de Argentina desarrolló y puso en marcha un proyecto que permite la producción de libros en tiros cortos. Su dirección es Costa Rica 4568, C 1414 BQE, en Buenos Aires.

## Brasil
Fundada el 21 de junio de 1991, la librería Azteca del Fondo de Cultura Económica en São Paulo, Brasil, cumple con el objetivo de difundir la obra de los autores mexicanos en particular y de los iberoamericanos en general. Además, mantiene el intercambio lingüístico entre los mundos de habla hispana y portuguesa. Su dirección Rua Bartira, 351 Perdizes.

## Chile
Presente en Chile desde 1954, el Fondo de Cultura Económica inició una segunda etapa en el país de Gabriela Mistral y Pablo Neruda en 1989, con el restablecimiento de las relaciones diplomáticas entre México y Chile, rotas desde 1973. Ha publicado coediciones con organismos internacionales como el Banco Interamericano de Desarrollo (BID) y la Comisión Económica para América Latina (CEPAL). Desde la librería e instalaciones en Santiago de Chile se distribuyen a todo el país los libros del catálogo. Su actual director es Julio Sau, y su dirección Paseo Bulnes 152.

## Colombia

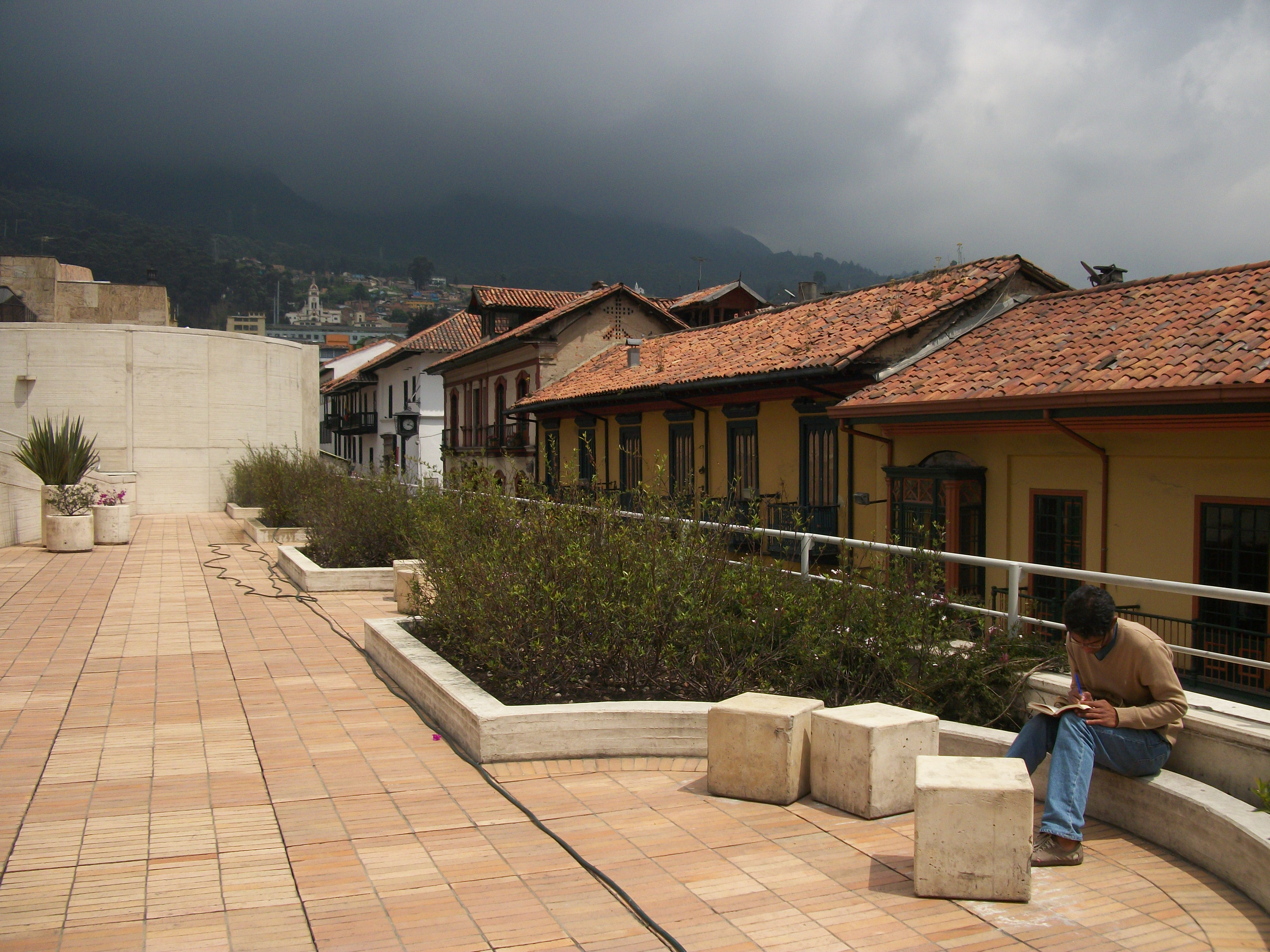
El Centro Cultural Gabriel García Márquez alberga la filial del FCE en Bogotá.

Desde 1975 el Fondo de Cultura Económica se constituyó como agencia en Colombia. Si bien su objetivo inicial era importar y distribuir los libros del FCE, operando como una comercializadora. En 1984 se constituyó formalmente la filial con sede en Bogotá, donde se reimprimieron títulos contratados por la casa matriz. En 2000 se adquirieron instalaciones propias. En la actualidad la filial Colombia cuenta con una red de distribución nacional y una librería propia en Bogotá que ofrece al público su catálogo. En 2005 se inauguró el Centro Cultural Gabriel García Márquez en el centro histórico de Bogotá, en la calle 11 No 5-60.

## España
El Fondo de Cultura Económica en España fue fundado el 24 de abril de 1963. El FCE España ha sido Premio Príncipe de Asturias de Comunicación y Humanidades 1989, durante sus más de 50 años de existencia ha gestionado y desarrollado convenios de colaboración con instituciones universitarias y de investigación. Coedita colecciones, por ejemplo, la Biblioteca Premios Cervantes con la Universidad de Alcalá de Henares el mayor galardón a las letras en español y ha desarrollado conjuntamente programas con la Fundación Europea de la Ciencia, la Cátedra del Exilio, Red Columnaria . En el mismo sentido, la colaboración con diversas instituciones se materializa en las presentaciones de las novedades editoriales, así como en homenajes para los autores iberoamericanos del FCE; la participación en seminarios y cursos, y la colaboración con los responsables de dichas instituciones para la difusión de los autores de habla castellana del FCE. La filial cuenta con la Librería Juan Rulfo en Calle Fernando El Católico núm. 86, y con la librería Martín Luis Guzmán en la Casa de México en España, Calle de Alberto Aguilera 20.

## Estados Unidos
La filial del FCE en Estados Unidos fue establecida el 22 de diciembre de 1989 de conformidad con las leyes del Estado de California, como una división corporativa por un periodo indefinido, comenzando operaciones de difusión, distribución y venta hasta el 7 de septiembre de 1990 bajo la dirección del licenciado Rodolfo Pataky, quien impulsó la venta en la gran cadena de librerías Borders, a él le sucedió Omar Mushalem por un período corto, de 1999 al año 2001, seguido de Benjamín Mireles, quien dejó FCE en el año 2003.
En el año 2005, bajo la dirección del licenciado Ignacio de Echevarría, la filial firmó un contrato de exclusividad con la empresa Lectorum-Scholastic para la comercialización de libros infantiles y juveniles en el mercado escolar y la red bibliotecaria. 
En 2007 se logró entrar en el catálogo de NEA National Endowment for the Arts cuyo proyecto The Big Read  enfocado en promover la lectura en las comunidades hispanas del país, en donde FCE publicó un título especial para dicho programa "Sun, Stone and Shadows" [Sol, Piedra y Sombras], constituyendo un vínculo entre el FCE y una organización gubernamental estadounidense. 
El 18 de noviembre de 2009 fue inaugurada la librería Pórtico, en Washington D. C. Con ella, la filial en EE. UU. (el FCE en general) cuenta con su primera librería en esas tierras. Esta apertura es producto de un acuerdo suscrito entre el Banco Interamericano de Desarrollo y el propio Fondo de Cultura Económica. La operación de la librería corre a cargo del FCE, la librería se encuentra en las instalaciones mismas del BID, lo cual genera un constante flujo de latinoamericanos, quienes la han convertido “la librería latinoamericana” de mayor importancia en la zona. Su actual gerente es Dorina M. Razo. Su dirección postal es 2293 Verus Street, San Diego, CA 92154.

## Guatemala y Centroamérica
La subsidiaria se fundó en 1995 en Guatemala. Representada con la librería Luis Cardoza y Aragón, en honor al escritor y poeta guatemalteco quién estuvo exiliado en México durante mucho tiempo. En 1999 se integró la sala de exhibición de la colección A la Orilla del Viento, la cual ha sido muy bien aceptada por nuestros pequeños grandes lectores. La cual ofrece un catálogo especial para la  madurez lectora de cada niño. El FCE en Guatemala atiende al territorio Centroamericano y del Caribe, asistiendo a las ferias del libro más reconocidas en el área. Se ubica en la 11 calle 6-50 zona 1 en el corazón del Centro Histórico.

## Perú
El 31 de octubre de 1961 abrió sus puertas en Lima, Perú, la primera librería del Fondo de Cultura Económica. Además de ofrecer a los peruanos el catálogo del FCE, la casa se convirtió en un centro de encuentro entre intelectuales como el historiador Jorge Basadre, el novelista Mario Vargas Llosa, el académico Eduardo Núñez y muchos otros. Más tarde, la firma de convenios con las universidades Mayor de San Marcos, la Católica de Lima y la de San Agustín de Arequipa ha propiciado la organización conjunta de exposiciones y otras actividades culturales entre México y Perú. La dirección postal de las oficinas y de la librería Blanca Varela se ubica en Jirón Berlín número 238 y la Librería Café, inaugurada en el 2014, en Esperanza número 275, también está localizada en Miraflores. Esta opera como Centro Cultural pues cuenta con un área de exposiciones, otra para talleres y un escenario integrado a la librería, donde se llevan a cabo talleres, presentaciones de libros, recitales, ciclos de cine, así como diversas actividades escénicas y musicales. Han sido gerentes de la filial del FCE en Lima destacadas personalidades como las poetas Magda Portal y Blanca Varela. De mayo de 2015 a mayo de 2019, la filial estuvo a cargo de Gabriela Olivo de Alba, directora gerente general, mexicana con trayectoria diplomática, narradora y creadora de performances cuya obra ha sido publicada en Venezuela. En los últimos años se ha fortalecido el trabajo editorial de la filial con obras de autoras y escritores como Carlos Germán Belli -Premio Nacional de Cultura 2016-, José Carlos Agüero -Premio Nacional de Literatura No ficción 2018 con la obra "Persona" (FCE)-, Jacqueline Fowks -Premio Anual al Periodismo y Derechos Humanos 2019-, Fernando Iwasaki, Mauro Mamani, Victoria Guerrero, Irma del Águila, Mario Montalbetti, Juan Carlos Ubilluz, Miguel Giusti, Oswaldo Chanove, Luis Rebaza Soraluz,  Fietta Jarque, Francisco Sagasti -Premio Robert K. Merton 2018- y Julio Ortega.  Al mismo tiempo ha establecido alianzas de coedición con la Pontificia Universidad Católica del Perú, Universidad Nacional Mayor de San Marcos, Casa de la Literatura Peruana, el programa Lima lee, Biblioteca Regional Mario Vargas Llosa de Arequipa y la Dirección Desconcentrada de Cultura de Cusco. Del mismo modo, la filial de Fondo de Cultura Económica en Perú, desarrolla acciones de fomento a la lectura en diversos sectores y comunidades. Durante su gestión fueron publicados más de una veintena de títulos

## Venezuela
El edificio que alberga las instalaciones del Fondo de Cultura Económica en Venezuela fue inaugurado en 1994 y en él se encuentra ubicada la librería, las oficinas administrativas y una distribuidora. Existen dos librerías en la ciudad de Caracas. Su dirección postal es Edif. Torres Polar, P.B. Local "E", Plaza Venezuela.
Esta filial fue cerrada.